# I Don’t Remember
I Don’t Remember ist ein Lied des britischen Pop-Rock-Musikers Peter Gabriel aus dem Jahr 1980.

## Entstehung und Veröffentlichung
Die Grundspuren für die erste Studioaufnahme von I Don’t Remember wurden von Gabriel und seiner Begleitband in den Trident Studios in London während eines freien Tages auf der Scratch-Tour im Herbst 1978 aufgenommen, koproduziert von Stephen W. Tayler. Eine Woche später wurde die Arbeit an dem Song in den Atlantic Studios in New York fortgesetzt, wo auch Robert Fripps E-Gitarre aufgenommen wurde, gefolgt von Gesang und Abmischung in den Paragon Studios in Chicago Dies war der Beginn der Arbeit an seinem dritten Studioalbum, für das der Song neu aufgenommen werden sollte. Die frühe Studioversion des Songs sollte ursprünglich als A-Seite der ersten Single aus dem Album in Europa und Japan veröffentlicht werden, doch ein Manager von Charisma Records war der Meinung, dass die Gitarrensoli nicht radiotauglich seien. Später wurde diese Version in diesen Gebieten auf die B-Seite der Single Games Without Frontiers von Peter Gabriel (3: Melt) verlegt. Peter Gabriel war der erste Besitzer eines Fairlight Series I in Großbritannien. Bei der Aufnahme dieses Liedes wurde der Fairlight CMI-Synthesizer mit Sampling-Technik erstmals eingesetzt, wobei für die Melodie Samples von zerschlagenen Milchflaschen und Ziegelsteinen verwendet wurden.
Die Erstveröffentlichung von I Don’t Remember erfolgte als Demoaufnahme am 25. Januar 1980 als B-Seite von Games Without Frontiers. Am 30. Mai 1980 erschien es als Teil von Gabriels drittem Studioalbum Peter Gabriel (Melt), ehe es schließlich am 1. Dezember 1980 als dritte Single daraus ausgekoppelt wurde.
Das Lied wurde auch auf Kompilationsalben Shaking the Tree: Sixteen Golden Greats am 19. November 1990, auf der CD Miss der US-Version von Hit am 3. November 2003 und auf Flotsam and Jetsam in der Alternate Version von der B-Seite der Single Games Without Frontiers, die sehr nahe an der endgültigen Version ist. Am 12. Juni 2025 wurde auf Bandcamp Exclusives eine alternative Version veröffentlicht, die am 2. September 1978 in den Trident Studios aufgenommen wurde. Diese unterscheidet sich stärker von der endgültigen Version, obwohl sie neuer ist. Unter anderem enthält sie einen fast völlig anderen Liedtext. Des Weiteren wurde eine Live-Single-Version am 13. September 2019 veröffentlicht.
Das Musikvideo wurde auf den Videoalben CV am 12. Oktober 1987 und auf Play: The Videos am 25. Oktober 2004 veröffentlicht.
Das Lied wurde von Gabriel auch live gespielt und erstmals am 8. Juni 1983 in einer Aufnahme von 1982 auf seinem ersten Livealbum Plays Live veröffentlicht. Am 4. Juli 1983 wurde eine abweichende Live-Version als Single-Mix veröffentlicht, der leicht beschleunigt ist, weniger Publikumslärm und ein längeres Instrumental-Outro enthält.

## Hintergrund
Bereits vor der Veröffentlichung spielte Gabriel das Lied während seiner zweiten Solo-Tournee zur Promotion von Peter Gabriel (Scratch). Zum ersten Mal war das auf dem Konzert am 23. August 1978 der Fall.

## Inhalt und Bedeutung
Gabriel sagte über den Song, dass I Don’t Remember von der Erfahrung handelt, in einer Situation gefangen zu sein, aus der man sich nicht befreien kann. Er meinte, dass der Song stark von Franz Kafkas Roman Der Process beeinflusst wurde, der ähnliche Themen wie Verstrickung und die Suche nach Identität behandelt. Gabriel sagte auch, dass der Song von seinen eigenen persönlichen Erfahrungen beeinflusst wurde, insbesondere von den Schwierigkeiten, die er in seiner frühen Karriere hatte. Er sagte, der Song sei „ein Ausdruck der Frustration und Orientierungslosigkeit, die ich in diesen ersten Jahren empfand, als ich versuchte, mich als Solokünstler zu etablieren“.

## Musik
Das Lied hat einen monotonen Rhythmus von Schlagzeug und E-Bass mit immer wieder gleichen Gitarrenfills, eine Melodie, die gerade im Refrain fast zu platt wirkt. Der Liedtext kreist um Themen wie Gedächtnisverlust, Unfähigkeit zur Kommunikation, Rückzug ins Innere und das Aufgehen der eigenen Identität in der Masse. Die Struktur des Liedes ist sehr einfach, Strophe und Refrain wechseln sich jeweils ab. Im Mittelpunkt der Musik stehen am Anfang und Ende Spielereien mit Effekten, die verfremdete Stimme Gabriels und gegen Ende eine sehr technizistisch klingende Soundscape aus verzerrter E-Gitarre, Synthesizer und Fairlight-Synthesizer.

## Musikvideo
Zu der Liveversion entstand ein Musikvideo unter der Regie des Filmregisseurs Marcello Aciano sowie der Produktion von Eric Fellner. In diesem Video wird der Mix der Live-Single-Version verwendet.

## Frag mich nicht immer
Von diesem Lied wurde wie von allen anderen Liedern des Albums Peter Gabriel (Melt) eine deutschsprachige Version unter dem Titel Frag mich nicht immer kreiert, die am 2. Juni 1980 auf dem Album Ein deutsches Album in Westdeutschland erschien. Gabriel singt darauf selbst den von Horst Königstein auf Deutsch übersetzten Text. Peter Gabriel arbeitete sorgfältig mit Horst Königstein zusammen, um sicherzustellen, dass der deutschsprachige Text mehr ist als eine einfache Übersetzung des englischsprachigen Originals. Die Sprache vermittelt nicht nur die Bedeutung und die beabsichtigte Bildsprache des ursprünglichen Songs, sondern ermöglicht es den Worten auch, zur Musikalität des Liedes beizutragen. Für Ein deutsches Album wurden die beiden Titel Start und I Don’t Remember zu dem Titel Frag mich nicht immer zusammengelegt.

## Titelliste
12″-US/Kanada-Single (1980)
1. I Don’t Remember – 5:56
2. Shosholoza – 5:19
3. Biko (Remixed Version) – 8:58
4. Here Comes the Flood – 4:57

7″-US-Single (1980)
1. I Don’t Remember – 3:23
2. Shosholoza – 5:22

7″-Kanada-Single (1980)
1. I Don’t Remember – 3:39
2. Intruder – 5:00

12″-UK-Live-Single (1983)
1. I Don’t Remember – 4:58
2. Solsbury Hill – 4:43
3. Kiss of Life – 5:12
4. Games Without Frontiers – 3:27
5. Family Snapshot – 4:57

7″-UK-Live-Single (1983)
1. I Don’t Remember – 4:58
2. Solsbury Hill – 4:43
3. Kiss of Life – 5:12

## Mitwirkende

### Musiker
- Robert Fripp – E-Gitarre
- Peter Gabriel – Hauptgesang, Piano, Synthesizer
- Dave Gregory – E-Gitarre
- Tony Levin – Chapman Stick
- Jerry Marotta – Schlagzeug
- David Rhodes – E-Gitarre, Begleitgesang

### Technisches Personal
- Alain DeRoque (Alain Lalancette) – Soundeditor
- Larry Fast – Bearbeitung
- Peter Gabriel – Songwriter, Produktion (live)
- Steve Lillywhite – Produktion
- David Lord – Toningenieur
- Peter Walsh – Produktion (live)

## Charts und Chartplatzierungen
I Don’t Remember verfehlte zunächst den Einstieg in die Singlecharts bei seiner Erstveröffentlichung. Nach der Veröffentlichung als Liveversion stieg es am 3. Juli 1983 auf Rang 67 der britischen Singlecharts ein und erreichte in der Folgewoche mit Rang 62 seine beste Chartnotierung. Die Single konnte sich vier Wochen in den Top 100 platzieren und avancierte für Gabriel zum sechsten Charthit als Solokünstler in seiner Heimat.
| ChartsChartplatzierungen     | Höchstplatzierung | Wochen |
| ---------------------------- | ----------------- | ------ |
| Vereinigtes Königreich (OCC) | 62 (4 Wo.)        | 4      |

## Coverversionen
Kate Bush und Peter Gabriel sangen dieses Lied während der zwei Gedenkkonzerte für den am 2. April 1979 nach dem ersten Konzert der Tour of Life von Kate Bush bei einem Unfall ums Leben gekommenen Lichtdirektors Bill Duffield im Hammersmith Odeon am 12. Mai 1979 gemeinsam.
Der australische Sänger Daryl Braithwaite nahm 1988 eine Coverversion des Songs für sein Studioalbum Edge auf. Seine Coverversion basiert auf dem Schlagzeugschlag von Big Time, einem anderen Song von Gabriel.
Peter Gabriel coverte auf dem 2010 erschienenen Studioalbum mit dem Namen Scratch My Back das Lied Listening Wind von den Talking Heads in einer orchestralen Fassung. David Byrne coverte daraufhin auf dem im Jahr 2013 erschienenen Kompilations-Album des Folgeprojektes And I’ll Scratch Yours das Lied I Don’t Remember von Peter Gabriel.